# TRW (기업)
TRW(TRW Inc.)는 주로 항공우주, 일렉트로닉스, 자동차, 신용 보고 등 다양한 사업에 종사하는 미국 기업이었다. 전자 부품, 집적 회로, 컴퓨터, 소프트웨어 및 시스템 엔지니어링을 포함한 여러 분야의 선구자였다. TRW는 파이어니어 1호, 파이어니어 10호 및 여러 우주 기반 관측소를 포함하여 많은 우주선을 제작했다. 1986년 포춘 500대 기업 목록에서 57위였으며 직원 수는 122,258명이었다. 1958년 라모-울드리지 코퍼레이션(Ramo-Wooldridge Corporation)과 톰슨 프로덕츠(Thompson Products)가 합병된 후 회사는 톰슨 라모 월드리지(Thompson Ramo Wooldridge Inc.)로 불렸다. 이것은 나중에 TRW로 축약되었다.
이 회사는 1901년에 설립되어 2002년 노스롭그루먼에 인수될 때까지 100년 넘게 지속되었다. 이 회사는 퍼시픽 세미컨덕터(Pacific Semiconductors), 에어로스페이스 코퍼레이션(The Aerospace Corporation), 벙커라모(Bunker-Ramo) 및 엑스페리안(Experian)을 비롯한 다양한 기업을 탄생시켰다. 자동차 사업은 노스롭그루먼에 의해 현재 ZF ZF 프리드리히스하펜의 일부가 된 TRW 오토모티브로 매각되었다. TRW 베테랑들은 스페이스X와 같은 기업을 창립하는 데 중요한 역할을 했다.
1953년에 이 회사는 미국 최초의 ICBM 개발을 주도하기 위해 채용되었다. 컨베어의 초기 설계를 시작으로 다기업 팀은 1957년에 Atlas를 출시했다. SM-65 아틀라스는 1958년에 전체 범위를 비행한 후 수성 우주 비행사를 궤도로 비행하도록 조정되었다. TRW는 또한 나중에 제미니 임무를 수행하기 위해 개조된 타이탄 미사일의 개발을 주도했다. 이 회사는 이후의 모든 ICBM 개발 노력에서 시스템 엔지니어로 미국 공군에서 복무했지만 TRW는 이해 상충으로 인해 미사일 하드웨어를 생산하지 않았다. 1960년 의회는 미국 정부에 시스템 엔지니어링 지원을 제공하기 위해 비영리 항공우주공사(Aerospace Corporation) 설립에 박차를 가했지만 TRW는 ICBM 노력을 계속해서 이끌었다.